# Hyllisiopsis coomani
Hyllisiopsis coomani là một loài bọ cánh cứng trong họ Cerambycidae.